# 767
|  | Per a altres significats, vegeu «Boeing 767». |

## Esdeveniments
- Luitfrid II d'Alsàcia esdevé duc d'Alsàcia.

## Naixements
- Rey: Ishaq ibn Ibrahim al-Mawsilí, cantant persa esmentat a “Les mil i una nits”.

## Necrològiques
- 28 de juny, Pau I, Papa de l'Església catòlica (757 - 767).
- Bagdad: Abu-Hanifa an-Numan, teòleg i legislador religiós persa, fundador epònim de l'escola hanafita.
- Luitfrid I d'Alsàcia, duc d'Alsàcia (690 - 722).
- Damasc: Ibn Aidh, historiador àrab.
- Kufa: Ibn al-Arabi, lingüista àrab.